# 에다역 (가나가와현)
에다역(일본어: 江田駅, えだえき)은 일본 가나가와현 요코하마시 아오바구에 있는 도쿄 급행 전철의 역이다. 역 번호는 DT17이다.
역 동쪽 출입구 앞에는 국도 제246호선이 다니고 역전에서 국도 제246호선과 도메이 고속도로가 교차한다.
에다 역 주변은 철도와 고속 국도의 주요 교통망이 모여 있는 결합 지점에 해당한다. 요코하마 시는 수도권에서도 드문 이 입지를 살리는 검토를 2014년에 개시하였다.

## 역사
- 1966년 4월 1일: 영업 개시.
- 1971년 4월 1일: 상행 대피선 사용 개시.
- 1981년 4월 1일: 개량 공사 완성, 하행 대피선 사용 개시.

## 역 구조
섬식 승강장 2면 4선의 고가역이다. 1,3번 선에는 울타리가 설치되어 있는 급행, 준급행 통과 전용선으로 되어 있고 각역정차는 2,4번 선에 정차한다. 평일 아침에는 본 역에서 각역정차가 급행, 준급행을 대피 운행한다. 주간 시간대에는 회송 전철이 대피한다.
울타리가 설치되기 전에는, 통과 대기 없는 완행 열차는 내측의 2,3번 선에 정차하고, 통과 대기의 각역정차에는 외측 1,4번 선에 정차, 급행과 쾌속은 내측의 2,3번 선을 통과했었다. 하행 통과선을 2번 선에서 1번 선으로 변경할 때, 하행 승강장을 아자미노 역 방향에 연장하는 선로 배선으로 변경했다. 이로써 통과 열차 진입 속도 저하를 막았다. 승강장 연장 공사에 따라 이치가오 역 방향에는 미사용부가 존재한다.
상하행선 승강장과 개찰구 층을 연결하는 엘리베이터가 설치되어 있다. 상하행선 승강장 양쪽으로 대합실이 있다. 화장실은 1층 개찰 내에 있는 다기능 화장실도 설치되어 있다. 이 밖에, 동쪽 출입구 개찰 외에 요코하마 시 관리의 공중 화장실이 있다. 시설 노후화로 2014년경부터 개수 공사를 했지만 나가쓰타 방향의 계단을 개량하고 상하 에스컬레이터를 각 플랫폼에 설치하면서 2017년 6월 ~ 2020년 3월 기간 중 설치 공사를 한다. 우선은 개찰 내에 있는 화장실을 시부야 쪽 계단 근처의 벽 쪽으로 이전하고, 빈 공간과 역 사무실의 개량으로 태어난 공간을 활용하는 에스컬레이터를 설치할 예정이다.

### 승강장
| !번호 | 노선        | 방향 | 행선                                                                |
| ----- | ----------- | ---- | ------------------------------------------------------------------- |
| 1     | 덴엔토시 선 | 하행 | (통과 열차로 인한 폐쇄)                                             |
| 2     | 덴엔토시 선 | 하행 | 나가쓰타・주오린칸 방면                                             |
| 3     | 덴엔토시 선 | 상행 | (통과 열차로 인한 폐쇄)                                             |
| 4     | 덴엔토시 선 | 상행 | 후타코타마가와・시부야・ 한조몬 선 오시아게・ 도부 선 가스카베 방면 |

## 역 주변
- 스키야 에다 역점
- 로손 LAWSON+toks 에다점
- 도큐 스토어 에다점
- 유니클로
- 스탠리 전기 기술 연구소
- 시마추 에다점
- 도쿄전력 에다 변전소
- 가나가와 현립 에다 고등학교
- 국도 제246호선
- 아오바 우체국
  - 포스탈 로손 아오바 우체국점
- 에다 역 기타구치 우체국
- 요코하마 은행 (ATM)
- 에다 기념 병원
- 요코하마 신도시 뇌신경 외과 병원
- 게이오 기주쿠 요코하마 초등부

## 인접역
| 도쿄 급행 전철 덴엔토시 선 | 도쿄 급행 전철 덴엔토시 선 | 도쿄 급행 전철 덴엔토시 선  |
| -------------------------- | -------------------------- | --------------------------- |
| DT16 아자미노 시부야 방면  | ■ 각역정차                 | 이치가오 DT18 주오린칸 방면 |